# USA:s handelsembargo mot Kuba
USA:s handelsembargo mot Kuba, i Kuba refererat till som el bloqueo (blockaden), är ett pågående amerikanskt handelsembargo som trädde i kraft den 7 februari 1962 som en reaktion på den kubanska statens övertagande av amerikanska företags och medborgares tillgångar i Kuba.
Sitt kubanska namn till trots är det ingen formell handelsblockad även om USA år 1996 tog sig rätten att bestraffa tredje part som bedriver handel med landet.

## Historia

### Bakgrund
Före genomförandet av den kubanska revolutionen 1959 dominerade USA den kubanska ekonomin och stod för 67 % av landets export och 70 % av dess import. Efter revolutionen började utländskt ägd egendom och kommersiella tillgångar att förstatligas varav den absoluta merparten tillhörde amerikanska företag och medborgare, i synnerhet de två storföretagen United Fruit Company och ITT Corporation. Även de av förmögna amerikaner välbesökta kasinona och lyxhotellen förstatligades 1959. När den revolutionära regeringen inledde en jordreform förstatligades även rancher och plantager. Kuba skrev ett handelsavtal med Sovjetunionen i februari 1960 där man fick råolja i utbyte mot socker. Då de amerikanskt ägda raffinaderierna vägrade att raffinera den sovjetiska oljan förstatligades även raffinaderierna. På order av president Dwight D. Eisenhower skars den kubanska sockerexportkvoten i USA ner kraftigt vilket fick Kuba att förstatliga ytterligare amerikansk egendom liksom amerikanska bankers grenar i landet. 19 oktober 1960 påbörjade USA de första allmänna sanktionerna mot Kuba och några dagar senare slutfördes merparten av förstatligandena av amerikanska tillgångar på ön.
1961 bröt USA diplomatiska relationer med Kuba och 3 februari 1962 meddelade president John F. Kennedy att USA inför ett nästintill fullständigt handelsembargo mot Kuba i syfte att skydda nationen och hemisfärens säkerhet mot detta kallade för kommunistiska hotet. Embargot trädde i kraft 7 februari 1962.

### Utökat embargo
Embargot som haft och fortsätter ha stora konsekvenser för Kubas ekonomi och samhällsliv liksom för de kubansk-amerikanska förbindelserna i övrigt kodifierades i USA först 1992 — Cuban Democracy Act — och då med det uttryckliga syftet att skänka demokrati och mänskliga rättigheter till det kubanska folket. 1996 utökades embargot ytterligare med den kontroversiella Helms–Burton Act där företag och organisationer från tredjepartsländer som bedrev handel med Kuba kunde bestraffas enligt amerikansk lagstiftning. Helms-Burton Act möttes av nästan universellt fördömande eller beklagande runtom i världen som ett inkräktande på andra länders suveräna rätt att bedriva handel med Kuba på egna villkor; EU liksom flera individuella medlemsstater och andra länder har infört lagar som direkt motverkar Helms-Burton Act och dess extraterritoriella anspråk.

## Effekter
Sedan påbörjandet av embargot har amerikanska medborgare inte haft tillåtelse att åka till Kuba, än mindre göra affärer där, och amerikanska företag har lika så förbjudits att på något sätt bedriva verksamhet i landet.
Vissa menar att det uttalade målet med embargot från kalla kriget, att fälla den revolutionära regeringen, har misslyckats och till och med motverkats genom att kubanska politiker kunnat använda det som syndabock för alla sorters missförhållanden på hemmaplan. Samtidigt påpekas att en avreglering av de kommersiella relationerna med Kuba skulle kunna skapa tusentals jobb i USA. Brott mot handelsregleringarna och sanktionerna mot Kuba bestraffas enligt amerikansk lag med upp till 10 års fängelse och 250 000 dollar i böter.
Embargot har åtskilliga gånger kritiserats internationellt, bland annat i FN:s generalförsamling.